# Nhà hát Gdańsk Shakespeare

Sân khấu chính của Nhà hát Gdańsk Shakespeare

Nhà hát Gdańsk Shakespeare (tiếng Ba Lan: Gdański Teatr Szekspirowski) là một nhà hát theo lối văn Shakespeare ở Gdańsk, Ba Lan. Nó được xây dựng trên nền của một nhà hát thế kỷ 17, được gọi là Trường đấu kiếm, nơi những người chơi nhạc du lịch đến từ Anh biểu diễn các tác phẩm của nhà hát Phục hưng Anh. Nhân vật hàng đầu trong dự án xây dựng nhà hát mới là Jerzy Limon, người sáng lập Lễ hội Shakespeare Gdańsk. Nó được xây dựng bởi kiến trúc sư Renato Rizzi dựa theo của nghiên cứu của Limon, điều đó cho thấy Trường đấu kiếm được mô phỏng theo Nhà hát Fortune ở London. Mặc dù không phải là một nỗ lực tái tạo chính xác, nhà hát mới kết hợp các yếu tố từ thiết kế của các nhà hát trước đó với công nghệ hiện đại. Nó được khai trương vào tháng 9 năm 2014.

## Lịch sử
Gdańsk là một trong những điểm đến quan trọng nhất đối với người chơi nhạc du lịch từ Anh trong nửa đầu thế kỷ 17. Chuyến thăm đầu tiên của họ được ghi lại là vào năm 1601. Thông thường, họ sẽ biểu diễn tại các tòa án của Königsberg và Warsaw trong mùa đông, và tại Gdańsk hoặc Elbląg vào mùa hè. Buổi biểu diễn tại Gdańsk diễn ra trong Hội chợ St. Dominic, vào tháng Tám.

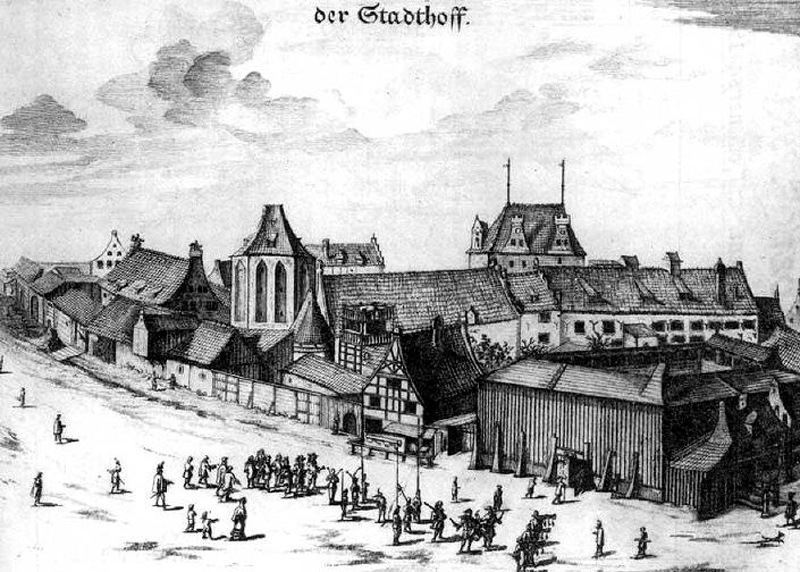
Trường đấu kiếm (bên phải), khắc bởi Peter Willer xuất bản năm 1687

Vào ngày 18 tháng 7 năm 2017, nhà hát đã được Vương tôn William và Catherine, Công tước phu nhân xứ Cambridge đến thăm như một phần của chuyến công du hoàng gia của họ đến Ba Lan và Đức, nơi họ gặp đạo diễn của nhà hát - Jerzy Limon và xem một vở kịch ngắn.

## Kiến trúc

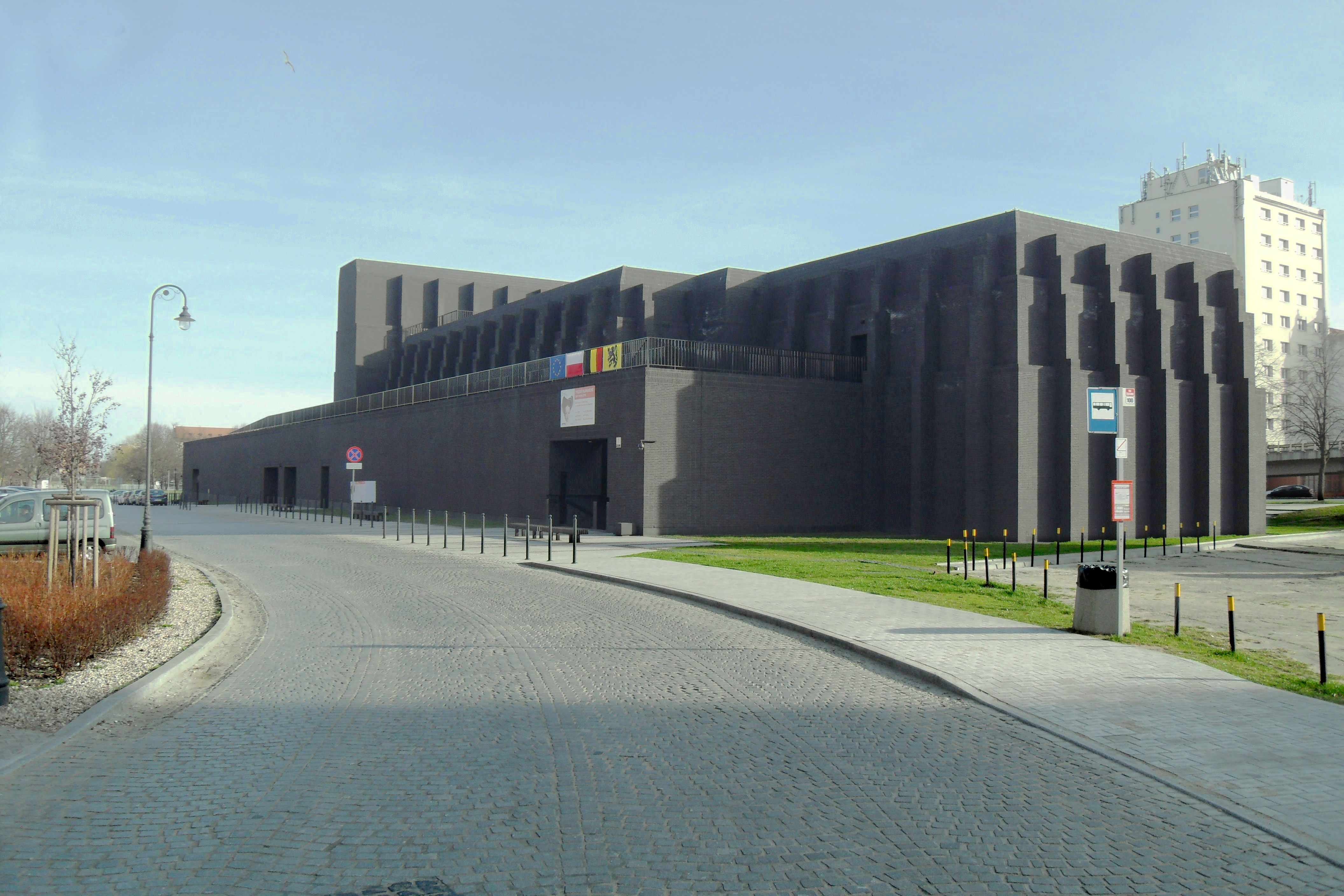
Nhà hát từ phía tây bắc, với hệ thống bay bên trái của khối chính

Tòa nhà được xây bằng gạch đen antraxit, được củng cố chắc chắn và với vài lỗ hổng, qua đó thể hiện chính nó như là một nhà hát thử nghiệm. Một bức tường dày được xây bằng cùng một vật liệu chạy xung quanh tòa nhà, tạo ra các sân trong với nhiều kích cỡ khác nhau, ngoại trừ phía tây nơi các dự án xây dựng vượt ra ngoài khuôn viên. Lối vào chính dẫn vào sảnh và không gian nhà hát, với sân khấu ở cuối khán phòng phía đông, chùm qua bởi một hệ thống bay. Về phía đông của tòa tháp là một khối nhà thấp hơn, gồm các khu vực hậu trường, phòng thay đồ, chỗ ở và văn phòng.